# Belleau (Aisne)
Pour les articles homonymes, voir Belleau.
Belleau est une commune française située dans le département de l'Aisne en région Hauts-de-France.

## Géographie

### Hydrographie
La commune est située dans le bassin Seine-Normandie. Elle est drainée par le ru de Vingt-Muids, le Clignon, le fossé 01 de la commune de Belleau et le ru Cornu,,.
Le ru de Vingt-Muids, d'une longueur de 11 km, prend sa source dans la commune de Marigny-en-Orxois et se jette  dans divers bras du Clignon à Licy-Clignon, après avoir traversé six communes.

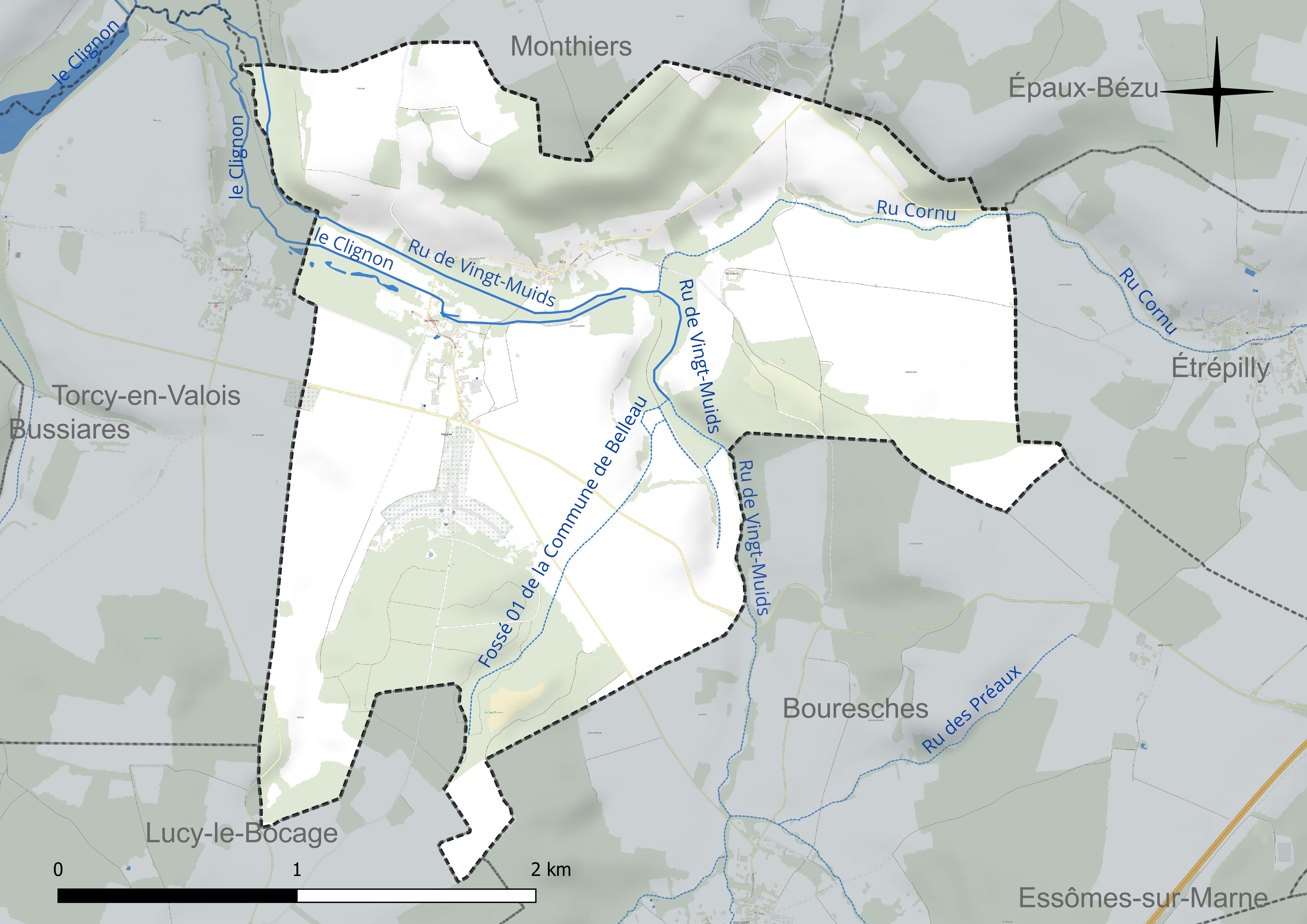
Réseau hydrographique de Belleau.

### Climat
Pour des articles plus généraux, voir Climat des Hauts-de-France et Climat de l'Aisne.
En 2010, le climat de la commune est de type climat océanique dégradé des plaines du Centre et du Nord, selon une étude du CNRS s'appuyant sur une série de données couvrant la période 1971-2000. En 2020, Météo-France publie une typologie des climats de la France métropolitaine dans laquelle la commune est exposée à un climat océanique altéré et est dans la région climatique Nord-est du bassin Parisien, caractérisée par un ensoleillement médiocre, une pluviométrie moyenne régulièrement répartie au cours de l'année et un hiver froid (3 °C).
Pour la période 1971-2000, la température annuelle moyenne est de 10,3 °C, avec  une amplitude thermique annuelle de 14,7 °C. Le cumul annuel moyen de précipitations est de 747 mm, avec 11,7 jours de précipitations en janvier et 8,6 jours en juillet. Pour la période 1991-2020 la température moyenne annuelle observée sur la station météorologique la plus proche, située sur la commune de Blesmes à 13 km à vol d'oiseau, est de 10,6 °C et le cumul annuel moyen de précipitations est de 713,0 mm,. Pour l'avenir, les paramètres climatiques de la commune estimés pour 2050 selon différents scénarios d'émission de gaz à effet de serre sont consultables sur un site dédié publié par Météo-France en novembre 2022.

## Urbanisme

### Typologie
Au 1er janvier 2024, Belleau est catégorisée commune rurale à habitat dispersé, selon la nouvelle grille communale de densité à 7 niveaux définie par l'Insee en 2022.
Elle est située hors unité urbaine. Par ailleurs la commune fait partie de l'aire d'attraction de Paris, dont elle est une commune de la couronne,.

### Occupation des sols
L'occupation des sols de la commune, telle qu'elle ressort de la base de données européenne d'occupation biophysique des sols Corine Land Cover (CLC), est marquée par l'importance des territoires agricoles (62,9 % en 2018), une proportion identique à celle de 1990 (62,9 %). La répartition détaillée en 2018 est la suivante : 
terres arables (54,8 %), forêts (37,1 %), zones agricoles hétérogènes (8,1 %).
L'évolution de l'occupation des sols de la commune et de ses infrastructures peut être observée sur les différentes représentations cartographiques du territoire : la carte de Cassini (XVIIIe siècle), la carte d'état-major (1820-1866) et les cartes ou photos aériennes de l'IGN pour la période actuelle (1950 à aujourd'hui).

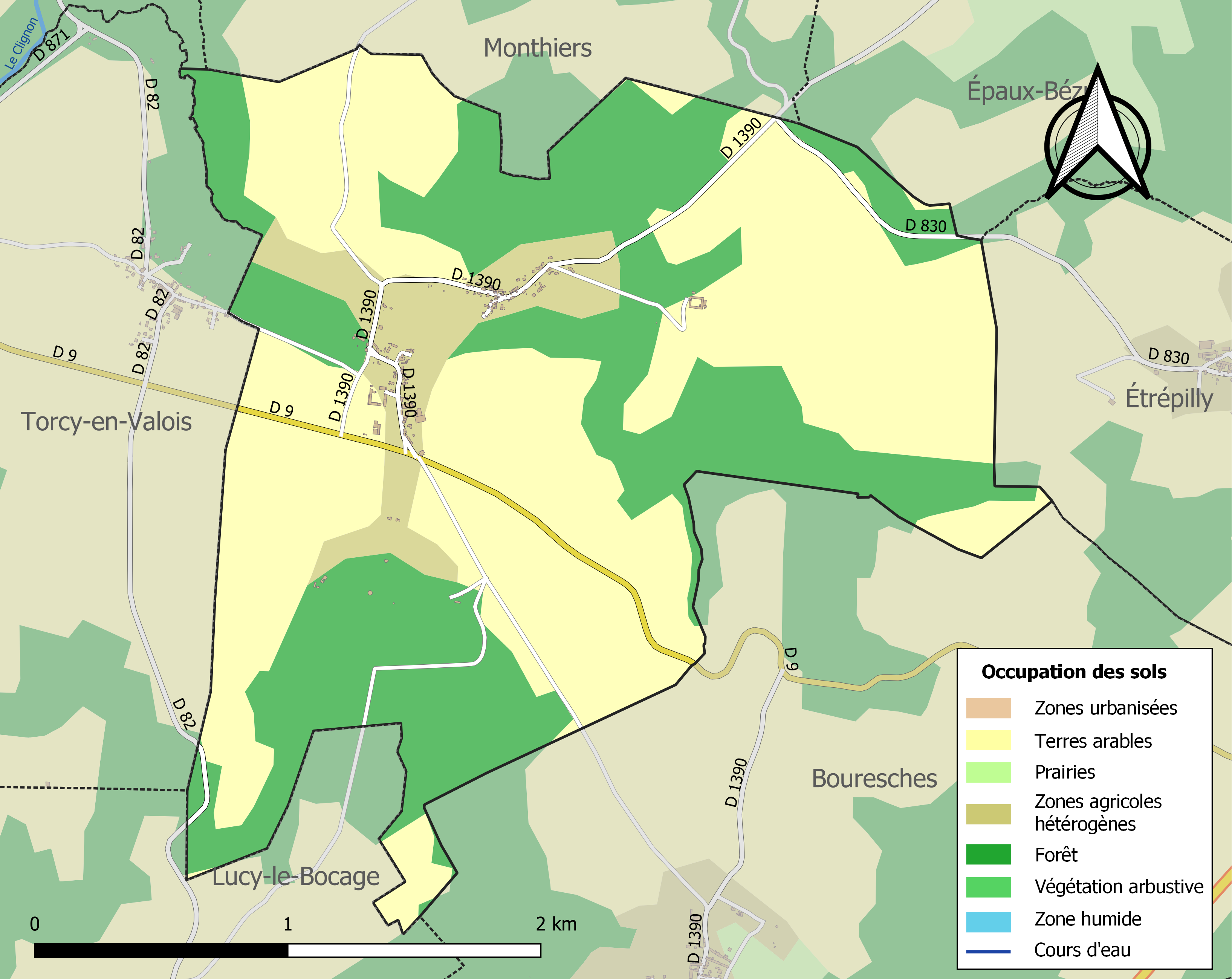
Carte des infrastructures et de l'occupation des sols de la commune en 2018 (CLC).

## Toponymie
Le nom de la localité est attesté sous les formes Balolium (1231); Baylluel (1233) ; Bailluel (1238) ; Baillex (1264) ; Bailleax (1301) ; Bailleau (1358) ; Bailliaux (1400) ; Beleau (1408) ; Baillaux (1463) ; Baleau (1477) ; Baleaue (1484) ; Boiliaux (1484) ; Boyleaux (1488) ; Baliau (1491) ; Balleau (1497) ; Baileau (1502) ; Balleaux (1508) ; Boileaue (1516) ; Bailleaux (1529) ; Bailleaue (1533) ; Baillaulx (1544) ; Belleaüe (1709).
Belleau : diminutif de Bel (beau).

## Histoire
Torcy a été rattachée à Belleau de 1822 à 1832.

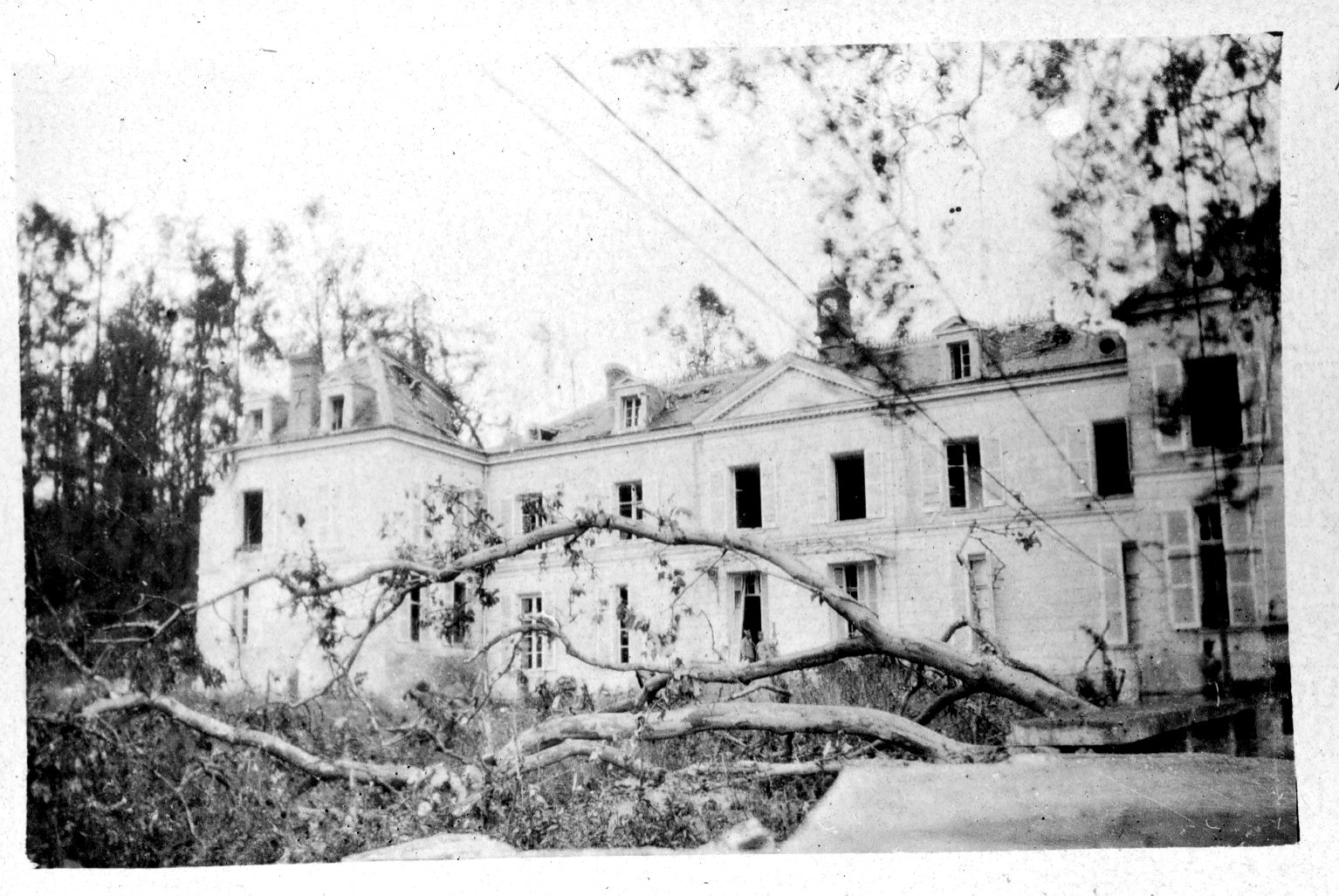
Le château Belleau par Marius Vasse, 1918.

Le bois Belleau, situé près du village, a été le théâtre d'une bataille lors de la Première Guerre mondiale. Entre le 1er et le 26 juin 1918, la deuxième division américaine (dont faisait partie une brigade entière de « Marines ») y a affronté une position allemande (comprenant des éléments des 237e, 10e, 197e, 87e et 28e divisions). Ce fut l'une des plus féroces batailles de la première guerre, notamment pour le corps des marines américains. Le château de Belleau, qui appartenait avant la Première Guerre mondiale à la famille héritière du célèbre avocat Paillet, fut détruit durant ces combats.
Belleau fut citée à l'ordre de l'armée par André Lefèvre, ministre de la Guerre, le 22 octobre 1920. La commune est par conséquent décorée de la Croix de guerre.

## Politique et administration

### Découpage territorial
La commune de Belleau est membre de la communauté d'agglomération de la Région de Château-Thierry, un établissement public de coopération intercommunale (EPCI) à fiscalité propre créé le 1er janvier 2017 dont le siège est à Étampes-sur-Marne. Ce dernier est par ailleurs membre d'autres groupements intercommunaux.
Sur le plan administratif, elle est rattachée à l'arrondissement de Château-Thierry, au département de l'Aisne et à la région Hauts-de-France. Sur le plan électoral, elle dépend du  canton de Château-Thierry pour l'élection des conseillers départementaux, depuis le redécoupage cantonal de 2014 entré en vigueur en 2015, et de la cinquième circonscription de l'Aisne  pour les élections législatives, depuis le dernier découpage électoral de 2010.

### Administration municipale
| Période                                  | Période                       | Identité                    | Étiquette | Qualité                   |
| ---------------------------------------- | ----------------------------- | --------------------------- | --------- | ------------------------- |
| avant 1875                               | après 1876                    | Gaillard François Philibert |           | Cultivateur               |
| Les données manquantes sont à compléter. |                               |                             |           |                           |
| mars 2001                                | 2014                          | Monique Benier              |           |                           |
| 2014                                     | juillet 2020                  | Nadia Crapart               | SE        | Agricultrice              |
| juillet 2020                             | En cours (au 11 juillet 2020) | Emmanuel Leboulanger        | SE        | Conseiller en recrutement |

## Démographie
L'évolution du nombre d'habitants est connue à travers les recensements de la population effectués dans la commune depuis 1793. Pour les communes de moins de 10 000 habitants, une enquête de recensement portant sur toute la population est réalisée tous les cinq ans, les populations de référence des années intermédiaires étant quant à elles estimées par interpolation ou extrapolation. Pour la commune, le premier recensement exhaustif entrant dans le cadre du nouveau dispositif a été réalisé en 2006.

En 2022, la commune comptait 133 habitants, en évolution de −2,21 % par rapport à 2016 (Aisne : −1,97 %, France hors Mayotte : +2,11 %).
| 1793 | 1800 | 1806 | 1821 | 1831 | 1836 | 1841 | 1846 | 1851 |
| ---- | ---- | ---- | ---- | ---- | ---- | ---- | ---- | ---- |
| 217  | 253  | 240  | 249  | 380  | 257  | 286  | 281  | 263  |

| 1856 | 1861 | 1866 | 1872 | 1876 | 1881 | 1886 | 1891 | 1896 |
| ---- | ---- | ---- | ---- | ---- | ---- | ---- | ---- | ---- |
| 263  | 257  | 262  | 257  | 245  | 222  | 216  | 213  | 192  |

| 1901 | 1906 | 1911 | 1921 | 1926 | 1931 | 1936 | 1946 | 1954 |
| ---- | ---- | ---- | ---- | ---- | ---- | ---- | ---- | ---- |
| 199  | 238  | 199  | 154  | 175  | 193  | 158  | 122  | 138  |

| 1962 | 1968 | 1975 | 1982 | 1990 | 1999 | 2006 | 2011 | 2016 |
| ---- | ---- | ---- | ---- | ---- | ---- | ---- | ---- | ---- |
| 126  | 117  | 109  | 119  | 134  | 135  | 132  | 139  | 136  |

| 2021 | 2022 | - | - | - | - | - | - | - |
| ---- | ---- | - | - | - | - | - | - | - |
| 134  | 133  | - | - | - | - | - | - | - |

## Culture locale et patrimoine

### Lieux et monuments

#### Le bois Belleau
Le bois, d'une superficie de 81 ha, est un mémorial dédié à tous les Américains qui combattirent durant la Première Guerre mondiale et jouxte le cimetière derrière la chapelle. On peut y voir des restes de tranchées, des trous d'obus et des vestiges de la guerre trouvés dans les environs. Un monument érigé par les « marines » et un mât de drapeau se trouvent dans un îlot sur la route qui traverse la clairière au milieu du bois.

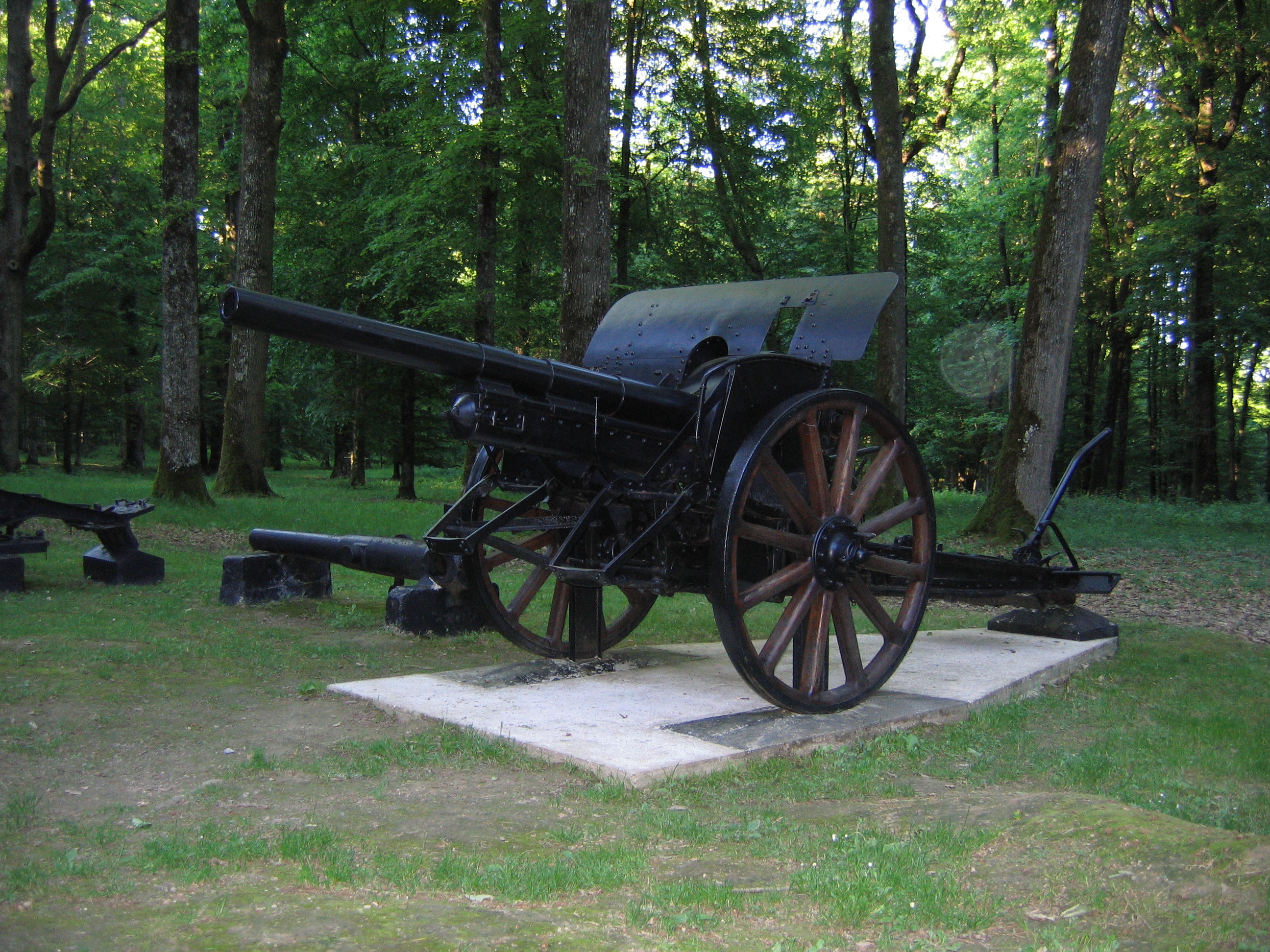
Canon installé dans le bois Belleau.

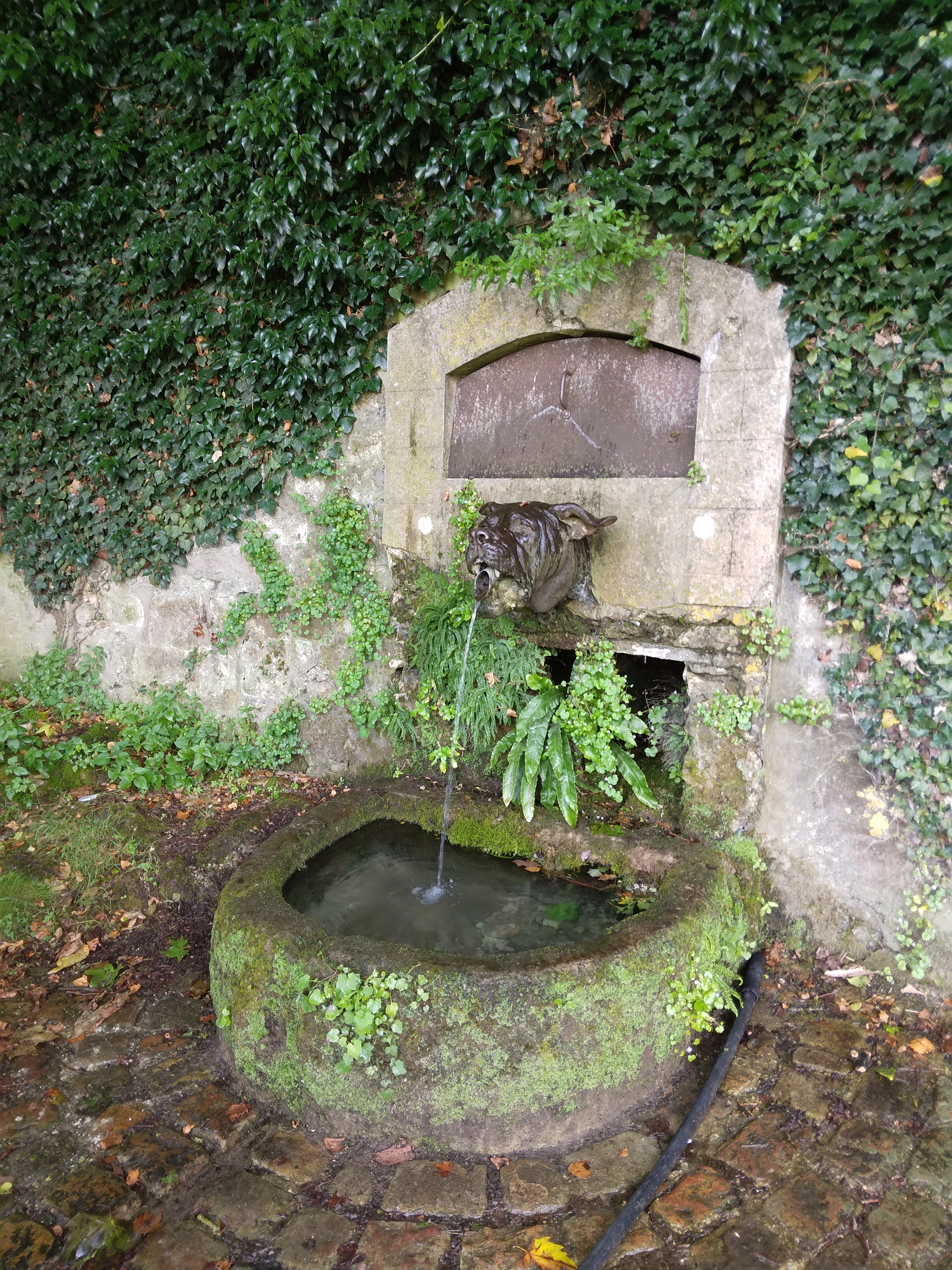
La fontaine Bouledogue, symbole des Marines.

Le monument est une stèle de granit noir, portant un bas-relief en bronze de Felix de Weldon représentant, grandeur nature, un marines attaquant avec un fusil à baïonnette. Ce monument célèbre le souvenir la 4e brigade des marines de la 2e division américaine à qui revient principalement la prise du bois. Le 30 juin 1918, ce bois fut officiellement rebaptisé par le commandant général de la 6e armée française : bois de la Brigade des Marines.

#### Cimetière américain du bois Belleau
Gérée par l'American Battle Monuments Commission, ce cimetière, d'une superficie de 21,25 ha, est situé au pied de la colline sur laquelle se trouve le bois Belleau où beaucoup de ceux enterrés dans le cimetière perdirent la vie. Fondé lors de la Première Guerre mondiale par les services américains d'enregistrement des sépultures, ce cimetière temporaire était connu comme le cimetière no 1764 - Belleau Wood du corps expéditionnaire américain. Lorsque le congrès autorisa, en 1921, son maintien en tant que l'un des huit cimetières permanents de la Première Guerre mondiale en terre étrangère, un accord fut passé avec le gouvernement français garantissant la jouissance des terres occupées à perpétuité, à titre gracieux sans aucun impôt ou taxe.

#### Cimetière allemand de Belleau
Entre Torcy-en-Valois et Belleau se dresse un cimetière militaire allemand datant de la Première Guerre mondiale. Les restes de 8 625 soldats allemands y reposent, essentiellement dans deux fosses mortuaires.

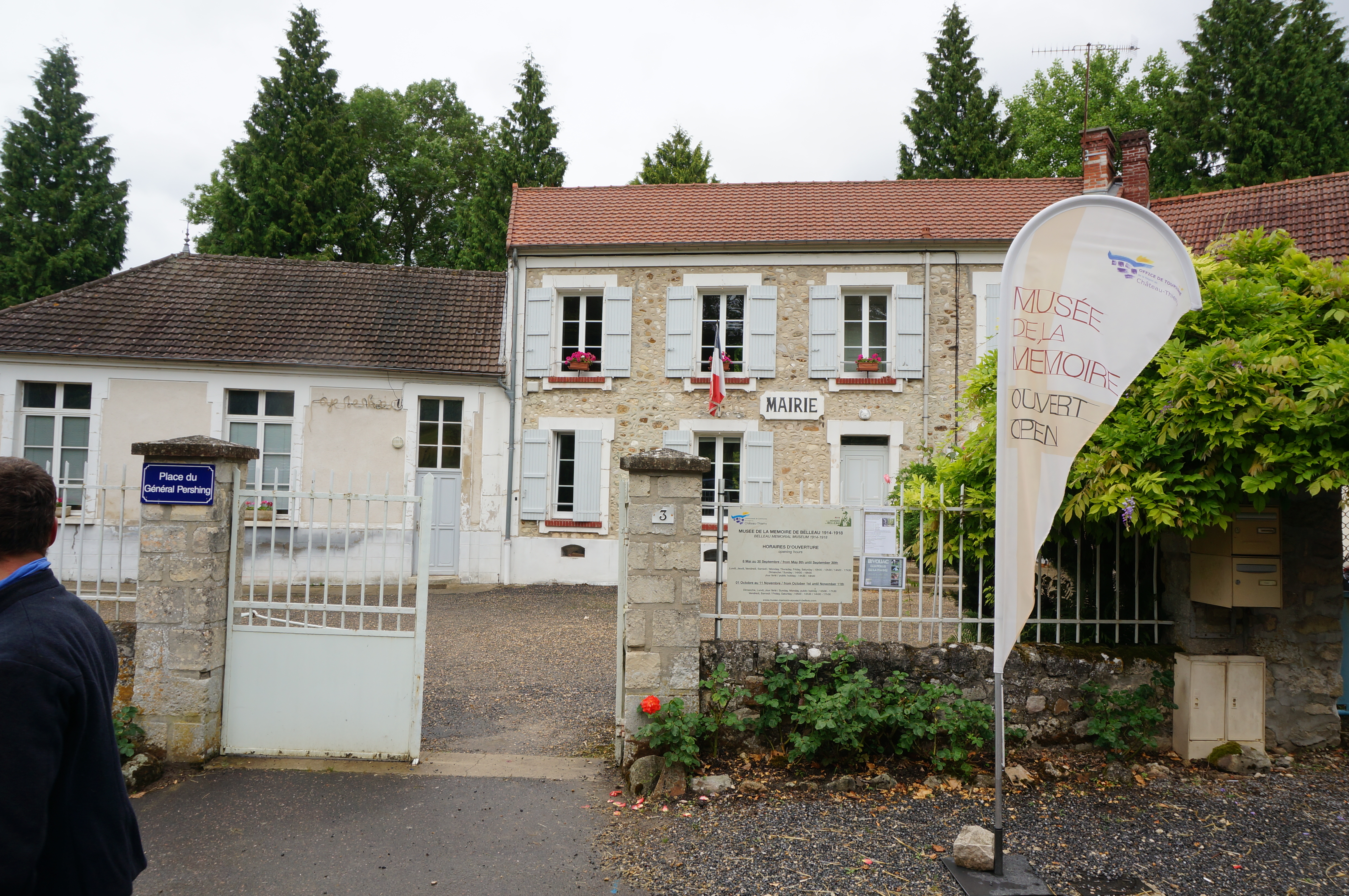
Mairie qui abrite le musée.
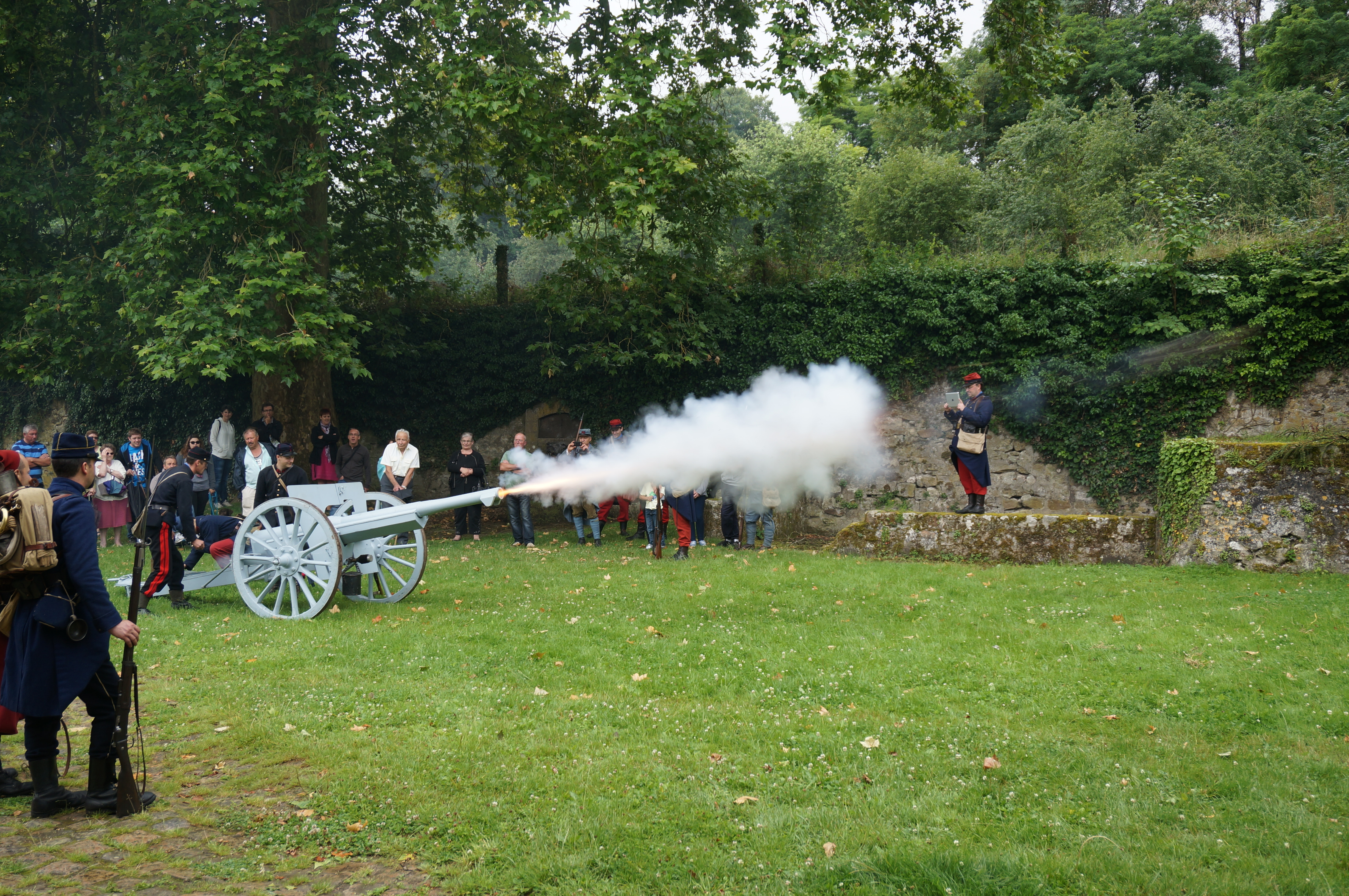
Activité du musée.
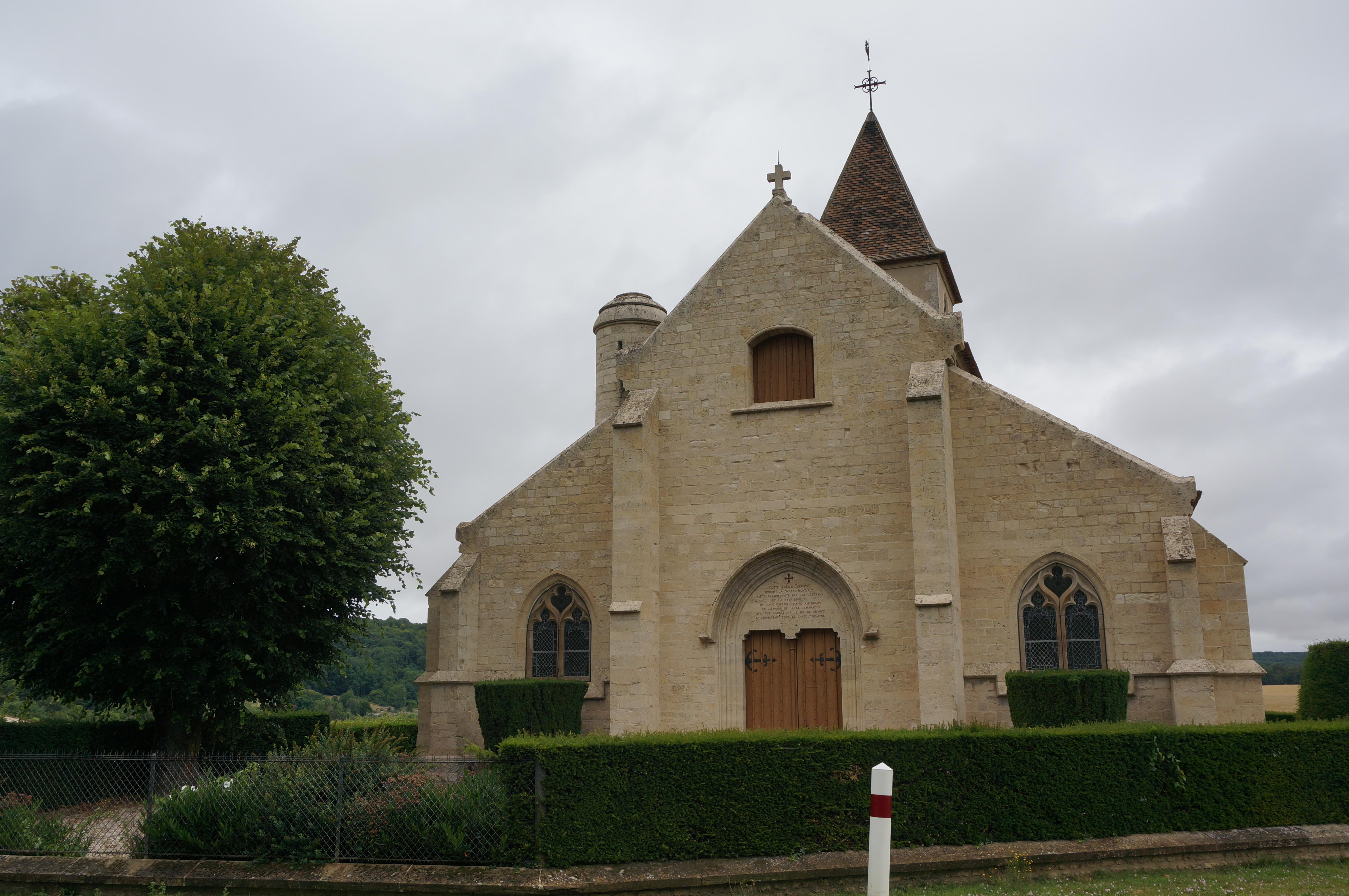
L'église en face du monument Bois Belleau.

- Église Saint-Étienne

#### Musée de la Mémoire de Belleau 1914-1918
Dans le village de Belleau, à côté de la mairie, se trouve le musée. Cet espace permet d'entretenir le souvenir et la mémoire des soldats français et américains engagés dans les terrifiants combats pendant lesquels nombre d'entre eux perdirent la vie. Le musée présente le cimetière militaire américain et des expositions temporaires consacrés à des thèmes en lien avec la Première Guerre mondiale.

### Navire
Le Bois Belleau est un porte-avions mis en service initialement par les États-Unis sous le nom Belleau Wood en 1943, en hommage à la bataille du bois Bellau. Il fut utilisé par la Marine nationale française de 1953 à 1960. Rendu à la Marine américaine le 12 septembre 1960, il est démantelé en 1961 et 1962.

### Personnalités liées à la commune
- Gilles-François de Graimberg de Belleau (1748-1823), né et décédé au château de Belleau, militaire et homme politique, député de la noblesse aux États généraux de 1789.
- Fernand Pinal (1881-1958), artiste peintre appelé « le peintre des régions dévastées » pour ses tableaux dédiés aux ruines de la Première Guerre mondiale, a peint en 1919 la toile Le Bois de Belleau conservée au Musée franco-américain de Blérancourt[30].

## Héraldique
| Blason de Belleau | Blason  | Parti: au 1 d'or à un bleuet au naturel, au 2 de gueules à un canon contourné d'or; le tout au chef d'azur à la bande d'argent chargée de trois blocs de houille de sable et côtoyée de deux jumelles d'or, potencées et contre-potencées intérieurement. |
| Blason de Belleau | Détails | Entête de document de la mairie, 2025. Auteur(s)J.-F. Binon |

## Pour approfondir